# Agrartechnischer Assistent
Agrartechnische Assistentin/Agrartechnischer Assistent (ATA) ist ein in Deutschland staatlich anerkannter schulischer Ausbildungsberuf. Bei der Ausbildung zum ATA können vier Schwerpunkte gewählt werden:
- Lebensmittelanalytik
- Biotechnologie
- Pflanzen- und Umweltanalytik
- Phytomedizin

Die  Berufsbezeichnung lautet „staatlich geprüfte/r ATA mit Angabe des Schwerpunktes“. Die Berufsbezeichnung ist etwas irreführend, weil die Ausbildung mit Landwirtschaft nahezu nichts zu tun hat.

## Historie
1952 wurde an der damaligen Landwirtschaftlichen Lehranstalt in Landsberg am Lech die Ausbildung zum landwirtschaftlich-technischen Assistenten für Milchwirtschaft gegründet. Im Laufe der Zeit wurde die Ausbildung um den Bereich Lebensmittelanalytik erweitert und die Fachrichtung Agrarwirtschaft mit den Fachgebieten Pflanzenbau und Agrikulturchemie wurde neu eingeführt. Im Jahr 2000 wurde das Fachgebiet Biotechnologie ins Leben gerufen, das Fachgebiet Agrikulturchemie wurde aufgegeben. Die Ausbildung wurde vom Landwirtschaftlich technischen Assistenten (LTA) in ATA umbenannt. Der Teil „Agrar“ in der Berufsbezeichnung ist historisch bedingt. Der heutige Beruf ist ein klassischer Laborberuf. 2016 wurde der Schwerpunkt Pflanzenbau und -analytik in Pflanzen- und Umweltanalytik umbenannt und inhaltlich um Umweltanalytik ergänzt. Die Ausbildung in der Fachrichtung Fleischwirtschaft in Kulmbach wurde eingestellt.

### Ablauf und Inhalte
Die Ausbildung zum ATA wird  an der Laborschule für agrartechnische Assistenten am Agrarbildungszentrum in Landsberg am Lech (Lebensmittelanalytik, Biotechnologie, Pflanzen- und Umweltanalytik) angeboten. Zudem in Celle wo Agrarwirtschaftlich-technische Assistent im „tierischen Bereich“ angeboten wird. In Lüneburg wird die Ausbildung zur/m ATA an der BBS 3 Lüneburg der Schwerpunkt Pflanzenproduktion angeboten.
Die Ausbildung in Landsberg hat einen schulischen und einen betrieblichen Abschnitt und gliedert sich zeitlich wie folgt auf:
| September bis Dezember                                         | Januar bis Dezember                                            | Januar bis Juli                                                                     |
| -------------------------------------------------------------- | -------------------------------------------------------------- | ----------------------------------------------------------------------------------- |
| 4 Monate theoretischer und praktischer Unterricht in Landsberg | 12 Monate Fachpraktikum in einem anerkannten Praktikumsbetrieb | 7 Monate theoretischer und praktischer Unterricht mit Abschlussprüfung in Landsberg |

In Landsberg haben die Auszubildenden die Möglichkeit, in einem Studienheim zu wohnen.
Das Praktikumsjahr wird in von der Schule anerkannten Ausbildungsbetrieben aus den jeweiligen Bereichen absolviert.
In allen Schwerpunkten werden folgende allgemeine Pflichtfächer in Theorie und Praxis unterrichtet: Chemie, Mikrobiologie, Biologie, Qualitätssicherung und Statistik, IT, Mathematik, Physik und Fachenglisch. Je nach gewähltem Schwerpunkt gibt es zusätzlich fachbezogene Pflichtfächer wie Technologie der Lebensmittel, Lebensmittelrecht, Pflanzenzüchtung, Pflanzenanalytik, Molekularbiologie oder Fermentationstechnologie.

### Voraussetzung
Voraussetzung für die Ausbildung zum Agrartechnischen Assistenten ist ein mittlerer Schulabschluss/Sek 1-Abschluss/Realschulabschluss.

### Berufsperspektiven
ATA's werden beispielsweise eingesetzt in Labors der Lebensmittelindustrie und der Lebensmitteluntersuchung, in Umweltuntersuchungslabors, in der Biotechnologie, Pharmazie oder Kosmetikindustrie oder in der Pflanzenzüchtung.